# ساجيو (إهيمه)
مدينة ساجيو (بالإنجليزية: Saijō)‏ هي أحد المدن التابعة لولاية إهيمه. تأسست رسميًا في 01/11/2004. ويقدر عدد سكانها بـ 112543 نسمة حسب تقدير مكتب الإحصاء الياباني لعام 2012. تبلغ مساحة ساجيو 509.05 كم2. بكثافة سكانية تبلغ 221 نسمة/كم2.

## توأمة
لساجيو (إهيمه) اتفاقيات توأمة مع:
- باودينغ

## أعلام
- شيغه-رو شيبا
- تاكايا كوروكاوا
- كاوري منابي
- يوتو ناغاتومو
- كينغو كاواماتا